# كارين هولتزمارك
كارين هولتزمارك (بالنرويجية البوكمول: Karen Holtsmark)‏ هي رسامة نرويجية، ولدت في 11 نوفمبر 1907 في آوس في النرويج، وتوفي بنفس المكان في 7 مارس 1998.